# Catering (transport aérien)
 (janvier 2016).
Si vous disposez d'ouvrages ou d'articles de référence ou si vous connaissez des sites web de qualité traitant du thème abordé ici, merci de compléter l'article en donnant les références utiles à sa vérifiabilité et en les liant à la section « Notes et références ».
Pour les articles homonymes, voir Catering.

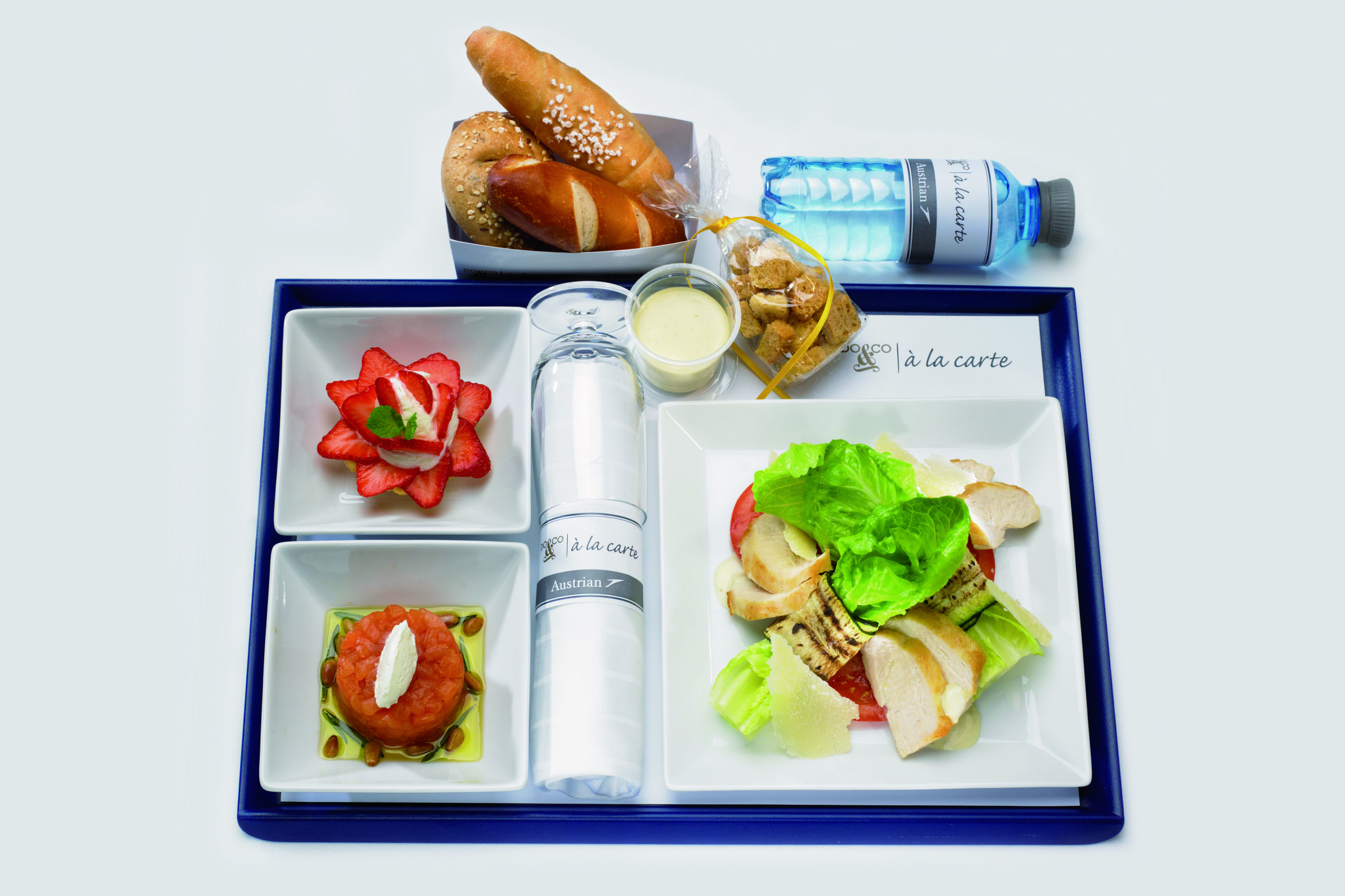
Un plateau repas pour service en vol.

Le catering aérien (d'autres appellations francisées existent) désigne, dans l'industrie du transport aérien de passagers, l'activité de catering, à savoir la préparation des repas servis aux passagers pendant un vol. La restauration aérienne a pour objectif de préparer des plateaux repas destinés aux passagers et au personnel des avions. Il s'agit d'un domaine particulier d'exercice des traiteurs.
Le marché est dominé par Newrest, LSG Sky Chefs, Gate Gourmet et Servair.

## Étymologie

### Origines
L'anglicisme « catering » vient du verbe anglais « to cater » qui signifie « s'occuper de la nourriture, fournir des repas », « s'occuper de la nourriture pour », mais aussi « satisfaire, répondre à » (des besoins, des demandes), etc (« to cater to/for »). Un « caterer » est un « traiteur ».
Le mot anglais cater provient lui-même de du vieux français « achetour », passé dans le moyen anglais (a)catour - buyer of provisions (d'où les noms de famille cater, chayter, chaytor).

### Autres appellations
En français, sont aussi utilisées les expressions « restauration en vol », « restauration aérienne », « restauration des passagers », « service commissariat », « commissariat de bord », voire armement, ravitaillement[réf. nécessaire], etc.
L'expression « service commissariat » est utilisée dans la « Directive 96/67/CE du Conseil relative à l'accès au marché de l'assistance en escale dans les aéroports de la Communauté » :

« L'assistance « service commissariat » (catering) comprend :

- La liaison avec les fournisseurs et la gestion administrative

- Le stockage de la nourriture, des boissons et des accessoires nécessaires à leur préparation

- Le nettoyage des accessoires

- La préparation et la livraison du matériel et des denrées. »

— JO L 272 du 25 octobre 1996, annexe, point 11, 31996L0067/FR
Les employés utilisent le terme plus technique de « commissariat », utilisé à l'origine dans la marine, mais qui désigne à présent tous les éléments constitutifs du bien-être des passagers.

## Spécificités du catering aérien

### Préparation et consommation des repas
Il existe des spécificités au catering aérien, par rapport à un service de traiteur pour une réception et par rapport à la restauration collective servie dans une cantine :
- Les plus grandes entreprises, souvent implantées sur l'emprise des aéroports, peuvent préparer plusieurs dizaines de milliers de repas par jour. Un avion très gros porteur embarque plus de 1 000 plateaux.
- Disponibilité 365 jours par an et sur une plage horaire supérieure à 8 heures. Dans un grand aéroport, la plage horaire des départs couvre 18  à   24 heures.
- Préparation simultanée de petits déjeuners, de repas, de collations, etc. Les prestations sont embarquées au décollage pour être consommées jusqu'à 13 heures plus tard.
- Préparation de plusieurs qualités de prestations suivant la classe de service.
- Préparation de prestations respectant les règles religieuses, médicales ou diététiques de certains passagers. Certaines compagnies aériennes offrent une dizaine de choix de repas « spéciaux » : faible teneur en sel, en sucre, en matières grasses ; sans gluten, sans sauces, sans allergènes ; végétarien, végétalien, hindou, hallal, casher[2].
- Stockage et utilisation de vaisselle portant le logo de la compagnie cliente.
- Respect de la chaîne du froid entre le départ de cuisine et le stockage dans l'avion.
- Élaboration de recettes pouvant supporter des temps d'attente de plusieurs heures avant leur consommation, tout en limitant les risques de développements bactériens en atmosphère de pression réduite.

#### Logistique

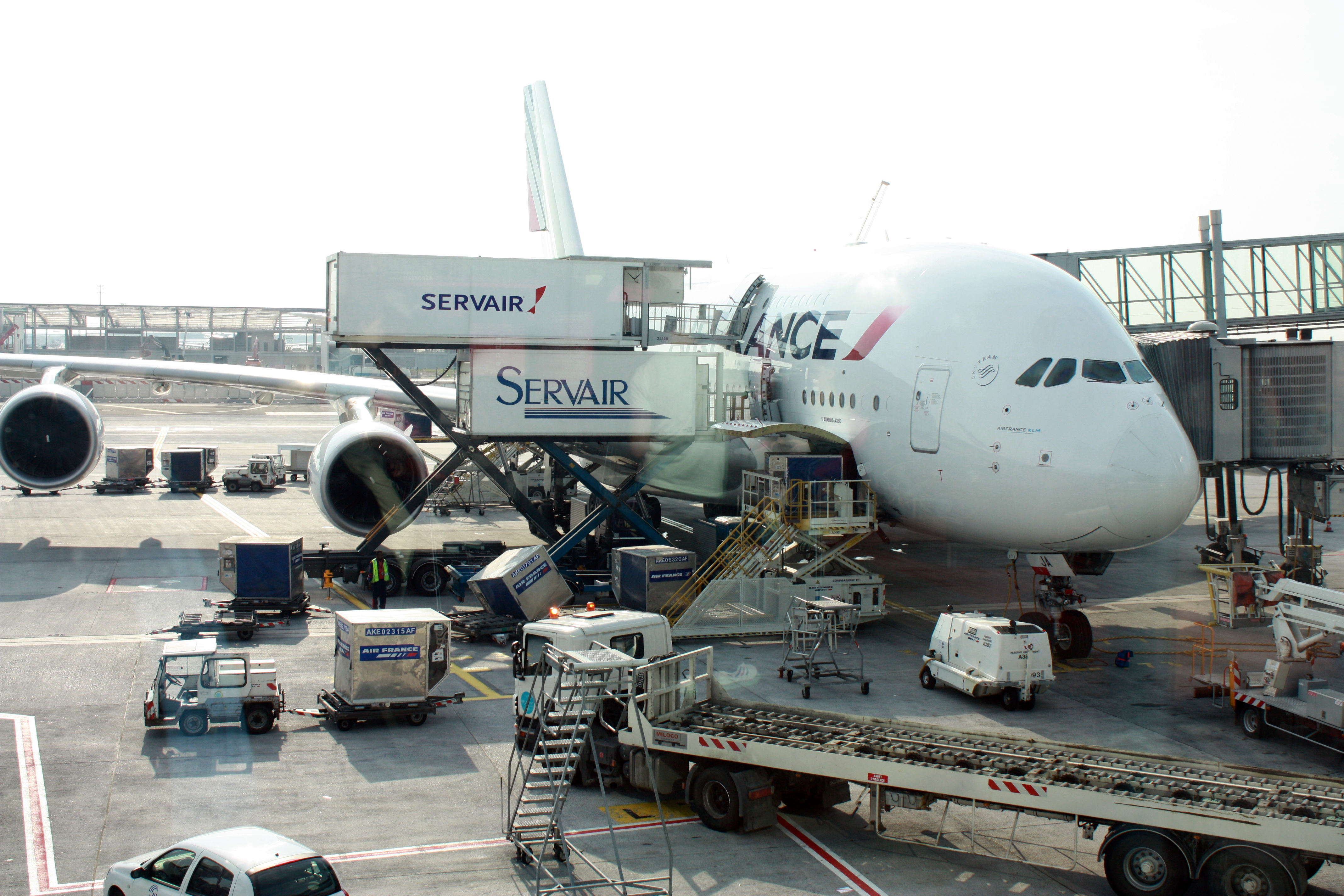
Avion d'Air France ravitaillé en catering.

Le service logistique est aussi très important. La plateforme logistique d'approvisionnement est un outil unique pour la restauration aérienne. Par exemple, Servair se fait fournir près de 7 000 tonnes de nourriture (60 % en surgelé, 22 % en frais, 18 % en sec) par an par ses 50 fournisseurs officiels[réf. nécessaire].
La logistique de catering suit généralement sept étapes :
- 1re étape : préparer la nourriture
- 2e étape : dresser l'assiette
- 3e étape : montage du plateau
- 4e étape : montage du trolley
- 5e étape : môle (mettre à quai)
- 6e étape : transporter jusque dans l'avion
- 7e étape : armement de l'avion (chargement)

Les chaînes de préparation cuisinent en grande quantité de manière à avoir assez de nourriture, puis les plateaux sont préparés et mis en chambres froides. L’hygiène doit être irréprochable. Les plats chauds sont cuisinés en premier lieu. Une fois leur préparation froide finie, ils sont mis dans un four à haute température, puis s'ensuit une chute brutale de la chaleur afin d'éliminer le plus de bactéries possible pour préserver la qualité des repas. Les desserts, eux, sont conservés dans une chambre froide.
Les plateaux repas sont garnis en fonction des classes de passagers et en fonction des repas spéciaux. L'organisation d'un montage plateau peut paraître simple, cependant beaucoup de personnes travaillent dessus.
Une fois toute la préparation des plateaux effectuée, elle est mise dans les trolleys. Les camions serviront de passerelle pour les faire rentrer dans l'avion. Une fois ceci fait, les trolleys sont placés dans les galets en attendant d’être utilisés pour être réchauffés et servis aux passagers.
La section où travaille le personnel du catering se nomme « la direction logistique produits vol ».
La logistique produits vol se divise en quatre parties principales :
1. logistique (gestion logistique biens et matériels, gestion de la sous-traitance, maîtrise de la consommation),
2. produits vol (prescription, restauration, référentiel armement, support commissariat, matériel de bord),
3. assurance qualité performance (maîtrise de la sécurité alimentaire, qualité de la performance),
4. économie (contrôle de gestion, contrôle de facturation).

## Principales entreprises du secteur
Chaque service de restauration aérienne doit posséder une gamme de produits variés pouvant répondre aux besoins des passagers.
Les principales compagnies de restauration aérienne sont Newrest, LSG Sky Chefs, Gate Gourmet et Servair. La société Servair, troisième acteur mondial dans les services de restauration, est présente dans près de 40 aéroports, dans 22 pays différents[passage promotionnel].
Il existe également de grandes sociétés agro-alimentaires actives dans la restauration aérienne, comme la société Delta Dailyfood, premier fournisseur en Amérique du Nord.